# Dave Meros
Dave Meros (* 8. února 1956, Salinas, Kalifornie) je americký baskytarista, známý jako člen progresivní rockové skupiny Spock's Beard. Hudbě se věnoval již od dětství, od devíti let hrál na klavír a později na několik dalších nástrojů. Během své kariéry spolupracoval s mnoha hudebníky, mezi které patří například Gary Myrick, Bobby Kimball z Toto, Simon Phillips, Steve Lukather, Michael Landau, Glenn Hughes, nebo Mark Lindsay z Paul Revere & the Raiders. V roce 2006 krátce nahradil Lee Dormana ve skupině Iron Butterfly. Se skupinou vystupoval znovu v roce 2015.